# Kiril Yevstignéyev
Kiril Alekséyevich Yevstignéyev (en ruso: Кирилл Алексеевич Евстигнеев; 4 de febrerojul./ 17 de febrero de 1917greg. – 29 de agosto de 1996) fue un piloto de combate soviético y uno de los principales ases soviéticos de la Segunda Guerra Mundial. Durante la guerra obtuvo cincuenta y tres victorias aéreas en solitario y tres compartidas volando los cazas Lavochkin La-5 y La-7.

## Biografía

### Infancia y juventud
Kiril Yevstignéyev nació el 17 de febrero de 1917 en la pequeña localidad de Jojly, Uyezd de Cheliábinsk de la Gobernación de Oremburgo (Imperio ruso), en lo que ahora es el raión de Shumijinsky del óblast de Kurgán, cerca de los montes Urales. Completó siete grados de educación en 1935 antes de pasar a la escuela vocacional. Se formó como tornero y después de graduarse en 1936 se trasladó a trabajar a la planta de tractores de Cheliábinsk, donde se unió al club de vuelo local de la asociación paramilitar OSOAVIAJIM (Unión de Sociedades de Asistencia para la Defensa, la Aviación y la Construcción Química de la URSS). en el que se graduó en 1938.
En septiembre de 1938, ingresó en el Ejército Rojo. Después de completar el entrenamiento inicial en 1939, estuvo estacionado en una base en el Lejano Oriente ruso hasta abril de 1940. En enero de 1941 se graduó de la Escuela Militar de Pilotos de Birm en el óblast de Amur, después de lo cual se convirtió en instructor de vuelo para el avión Polikarpov I-16. A fines de octubre de 1942, fue reasignado a Moscú para familiarizarse con los aviones de fabricación extranjera. Mientras estaba en Moscú, él y su compañero sargento Iván Kozhedub llamaron la atención de I. S. Soldatenko, el comandante del 240.º Regimiento de Aviación de Cazas, quien los seleccionó para su regimiento en noviembre y en marzo de 1943 fueron desplegados en el frente de combate.

### Segunda Guerra Mundial
El 28 de marzo de 1943, durante su primer combate aéreo (dogfight), cerca del pueblo de Urazovo en el óblast de Bélgorod, derribó un caza alemán Messerschmitt Bf 109 y ganó el derribo compartido de un bombardero bimotor Junkers Ju 88 después de enfrentarse a un grupo de nueve Ju 88.
El 5 de agosto de 1943, en una salida de combate para proporcionar apoyo aéreo cercano a las tropas soviéticas en la aproximación a Bélgorod, Yevstignéyev fue derribado por fuego amigo. Después de lograr a duras penas lanzarse en paracaídas desde su avión en llamas, tuvo que ser llevado a un hospital de campaña debido a la extensión de las heridas en ambos pies. Allí tuvo que disuadir repetidamente a los cirujanos de amputarle el pie izquierdo, pero terminó escapándose después de nueve días y viajó 35 kilómetros hasta el aeródromo más cercano con muletas. Encontró el camino de regreso a su aeródromo para terminar su recuperación allí. No mucho después de ser herido y todavía con muletas, voló en su próxima misión de combate. Ese mes fue nombrado comandante del segundo escuadrón y obtuvo su décima victoria en solitario el 16 de agosto de 1943. Entre marzo y noviembre de 1943 completó 144 salidas de combate, obteniendo 23 victorias en solitario y tres compartidas, por las que fue nominado al título de Héroe de la Unión Soviética. Lo recibió el 2 de agosto de 1944.

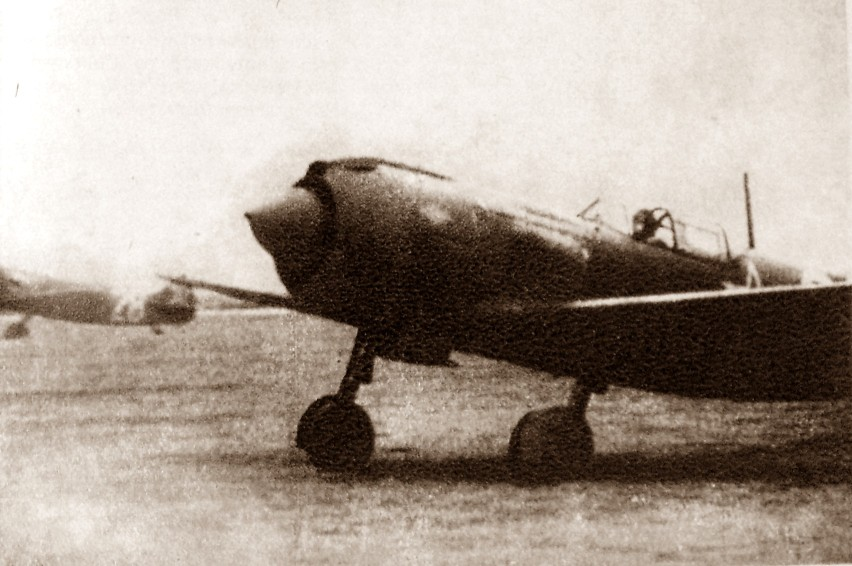
Una caza La-5 en Poznan en 1945

Se le otorgó nuevamente el título el 23 de febrero de 1945 mientras era capitán y comandante de escuadrón. En julio de 1944, el 240.º Regimiento de Cazas fue honrado con la designación honorífica de guardias y se le cambió el nombre a 178.º Regimiento de Aviación de Cazas de Guardias.
Yevstignéyev obtuvo su última victoria aérea el 26 de marzo de 1945 cuando derribó un Fw 190 sobre Budapest. Al final de la guerra era Mayor; En el transcurso de la guerra, voló 283 misiones de combate, participó en 119 combates aéreos y obtuvo 53 victorias aéreas en solitario y tres compartidas. Combatió en un gran número de batallas importantes, incluidas las de Kursk, Járkov, Belgórod, Dnieper, Dresde, Budapest, Viena, Bratislava y Praga.

### Posguerra
En 1949 terminó varios Cursos de Aviación Táctica y en 1955 se desempeñó en la Academia de Aviación Militar. En 1960 estaba en la Academia Militar de Estado Mayor de las Fuerzas Armadas de la URSS. Luego fue ascendido al rango militar de mayor general de aviación en 1966, en 1972 se retiró del servicio activo pasando a la reserva.
Después de jubilarse vivió en Moscú, donde murió el 29 de agosto de 1996. Está enterrado en el cementerio de Kuntsevo de la capital moscovita. Un busto de bronce en su honor (derecha) se encuentra en la ciudad de Shumija, en el óblast de Kurgán, cerca del pueblo donde nació.

## Condecoraciones
Unión Soviética

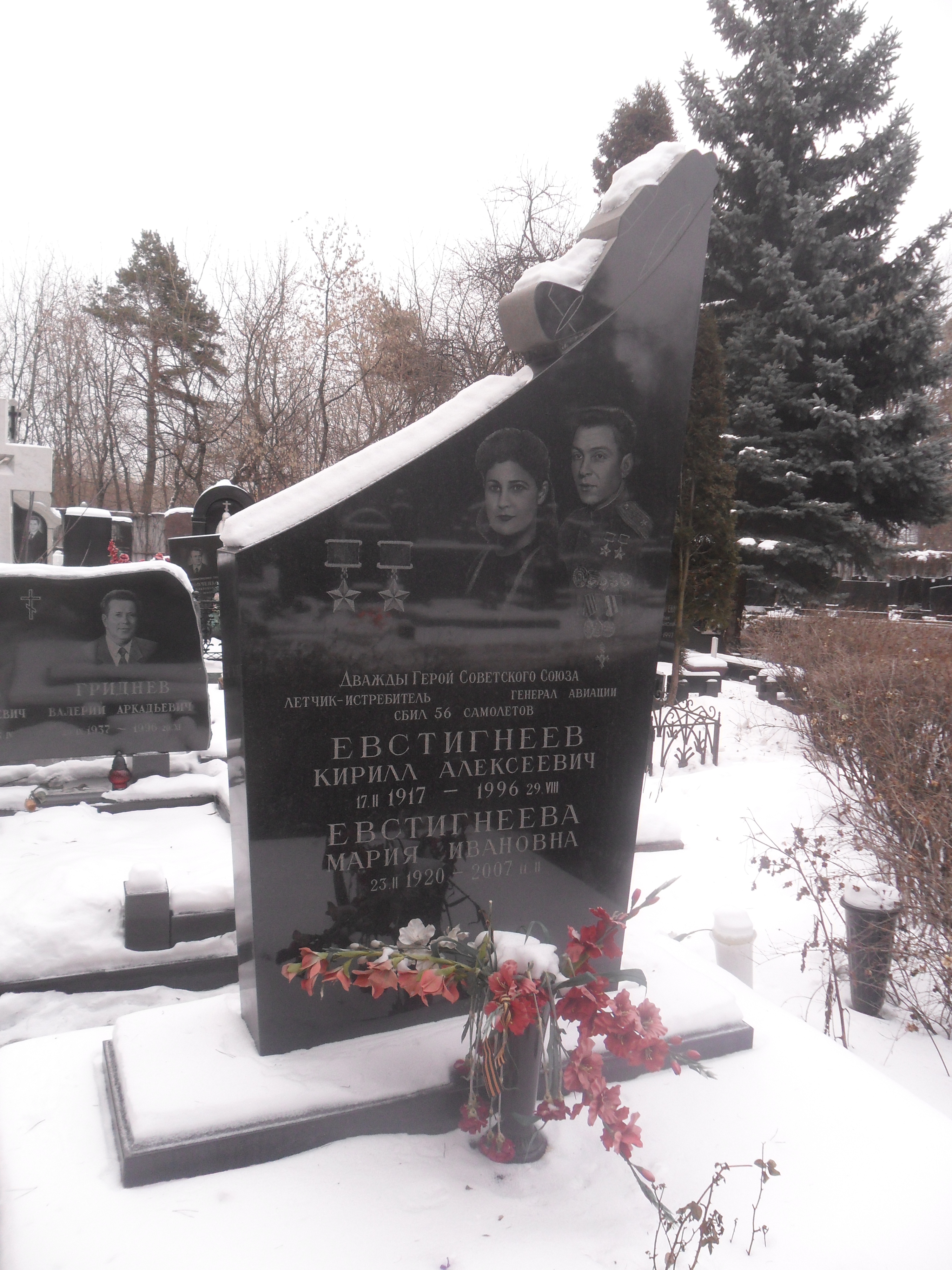
Sepultura del mayor general de aviación Kiril Yevstignéyev en el cementerio de Kuntsevo en Moscú.

A lo largo de su extensa carrera militar Kiril Yevstignéyev recibió las siguientes condecoracionesː
- Héroe de la Unión Soviética, dos veces (2 de agosto de 1944 y 23 de febrero de 1945)
- Orden de Lenin (2 de agosto de 1944)
- Orden de la Bandera Roja, cuatro veces (11 de octubre de 1943, 26 de octubre de 1943, 22 de febrero de 1945 y 22 de febrero de 1968)
- Orden de la Estrella Roja (3 de noviembre de 1953)
- Orden de Suvórov de 3.er grado (2 de octubre de 1943)
- Orden de la Guerra Patria de 1.er grado (11 de marzo de 1985) y de 2.do grado (30 de abril de 1943)
- Medalla por el Servicio de Combate
- Medalla Conmemorativa por el Centenario del Natalicio de Lenin
- Medalla por la Victoria sobre Alemania en la Gran Guerra Patria 1941-1945 (1945)
- Medalla por la Conquista de Budapest
- Medalla por la Conquista de Viena
- Medalla Conmemorativa del 20.º Aniversario de la Victoria en la Gran Guerra Patria de 1941-1945
- Medalla Conmemorativa del 30.º Aniversario de la Victoria en la Gran Guerra Patria de 1941-1945
- Medalla Conmemorativa del 40.º Aniversario de la Victoria en la Gran Guerra Patria de 1941-1945
- Medalla Conmemorativa del 50.º Aniversario de la Victoria en la Gran Guerra Patria de 1941-1945
- Medalla de Zhúkov
- Medalla de Veterano de las Fuerzas Armadas de la URSS
- Medalla del 30.º Aniversario de las Fuerzas Armadas de la URSS
- Medalla del 40.º Aniversario de las Fuerzas Armadas de la URSS
- Medalla del 50.º Aniversario de las Fuerzas Armadas de la URSS
- Medalla del 60.º Aniversario de las Fuerzas Armadas de la URSS
- Medalla del 70.º Aniversario de las Fuerzas Armadas de la URSS
- Medalla por Servicio Impecable de 1.er grado

Otros países
- Orden del Imperio Británico
- Orden al Mérito de la República Popular de Hungría
- Orden de Tudor Vladimirescu (Rumania)